# Hold Tight (nummer van Dave Dee, Dozy, Beaky, Mick & Tich)
Hold tight (soms zonder en soms met !) is de vierde single van Dave Dee, Dozy, Beaky, Mick & Tich. Het is afkomstig van hun eerste album verschenen onder de groepsnaam. Het nummer kreeg in 2007 een kleine opleving toen Quentin Tarantino het in zijn film Death Proof liet horen. Sydney Tamiia Poitier in de rol van Jungle Julia vraagt het nummer aan bij een radiostation vlak voordat ze een aanrijding krijgt.

## Hitnotering
In het Verenigd Koninkrijk stond het nummer zeventien weken genoteerd met een hoogste notering op 4. In de Verenigde Staten kreeg het geen enkele notering in de Billboard Hot 100. Nederland en België lieten het nummer links liggen.

### NPO Radio 2 Top 2000
Hold Tight stond alleen in 2000 in de NPO Radio 2 Top 2000, op plek 1966.